# Xyleus laufferi
Xyleus laufferi är en insektsart som först beskrevs av Bolívar, I. 1890.  Xyleus laufferi ingår i släktet Xyleus och familjen Romaleidae. Inga underarter finns listade i Catalogue of Life.